# ريتشارد جيب (محام)
ريتشارد جيب (1766–1834) قاضي إيرلندي في القرن التاسع عشر.

## حياته الشخصية
ولد في دروغيدا، كان والده عضو مجلس محلي في دروغيدا، وكان له أيضًا عقار في ليكسليب في مقاطعة كيلدير. هاجر جده الأكبر إلى أيرلندا من مانسفيلد في نوتنجهامشاير. والأخ الأصغر لريتشارد هو جون جيب أسقف ليمريك. تعرض والدهما لخسائر مالية، لكن ريتشارد في عامه الـ 21 ورث ثروة كبيرة من ابن عم والده السير ريتشارد جيب، وهو طبيب الملك جورج الثالث.
تلقى ريتشارد تعليمه في مدرسة محلية في دروغيدا، ثم في جامعة دبلن ، وتخرج منها عام 1786. دخل نزل لنكولن واستدعي إلى نقابة المحامين الأيرلندية عام 1789، وأصبح مستشار الملك في عام 1806.
كان معارضاً معتدلاً لقانون الاتحاد 1800، وكان على استعداد لقبول منصب في ظل النظام الجديد، على الرغم من رفضه الجلوس في مجلس العموم الإنجليزي.
أصبح رقيبًا ثالثًا في عام 1816، ثم رقيبًا ثانيًا في عام 1818 وقاضيًا في محكمة كينش بينش (أيرلندا) في عام 1818. توفي فجأة في منزله في روستريفور في مقاطعة داون في عام 1834 بوباء الكوليرا.